# ČZ 175 typ 450
ČZ 175 typ 450 je motocykl vyráběný v letech 1959–1968. Nástupcem se stal motocykl ČZ 175/477. Motocykl konstrukčně vycházel z takzvané Národní řady (spolupráce Jawy a ČZ), ale byl vyráběn již čistě pod záštitou firmy ČZ ve Strakonicích. Na rozdíl od předchůdce Jawa-ČZ 175/356 měl tento motocykl rám z kulatých trubek typických pro ČZ. Předchůdce měl rám z hranatých profilů. Zvýšen byl také výkon a to z 8 na 10 koní. Motor prošel řadou modernizací, nově měl motocykl pouze jeden výfuk místo původních dvou.
ČZ 175/450 je souhrnné označení několika modelů:
- typ 450.05 de luxe (tento motocykl byl maskou a panelovým krytem řídítek podobný motocyklům Jawa 250/559)
- typ 450.01, 450.02, 450.09 standard
- typ 450.00.74